# Don Juan

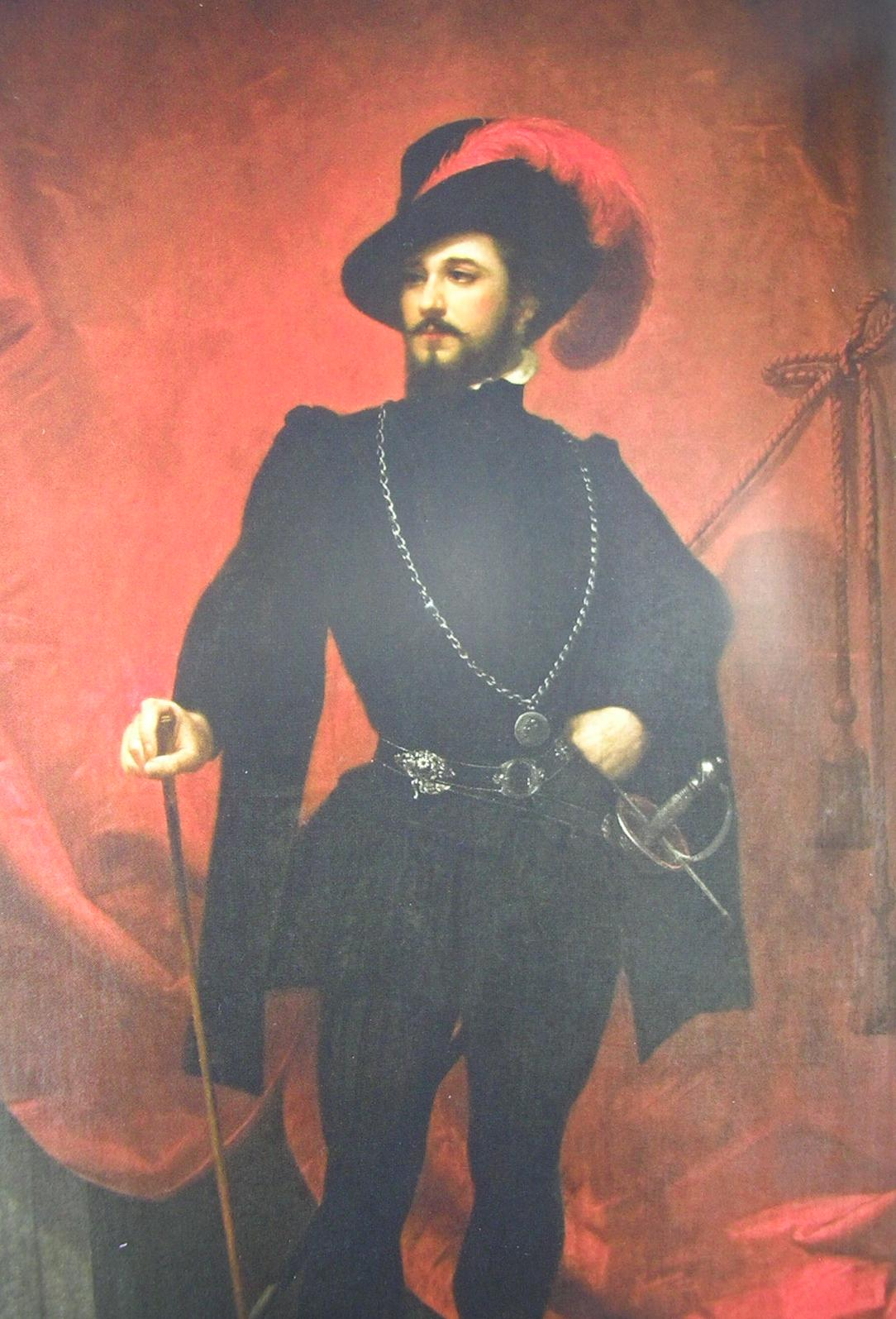
Giovanni Matteo De Candia jako Don Giovanni ve stejnojmenné opeře od Wolfganga Amadea Mozarta, portrét neznámého malíře z roku 1850

Don Juan (čti „Don Chuan“, italsky Don Giovanni) je fiktivní divadelní, filmová a literární postava volnomyšlenkáře a sukničkáře, která byla od 1. poloviny 17. století zpracována mnoha různými autory v mnoha různých podobách. Zároveň se jedná o výraz označující promiskuitní nebo v některých případech i hypersexuální jedince.
První zaznamenaným uměleckým dílem s Donem Juanem je divadelní hra španělského dramatika Tirso de Moliny, uvedená okolo roku 1630, Sevillský svůdce a kamenný host (španělsky El burlador de Sevilla y convidado de piedra). Z mnoha dalších divadelních adaptací je nejznámější Molièrův Don Juan z roku 1665 a opera Don Giovanni Wolfganga Amadea Mozarta na libreto Lorenza Da Ponte.
Archetyp svůdce použili ve své tvorbě například i Thomas Corneille, Alexandr Sergejevič Puškin, Søren Kierkegaard, George Bernard Shaw, Albert Camus či Milan Kundera.
Moderní verzi tohoto tématu představují romány Juan v Americe a Juan v Číně (Eric Linklater).

## Opera
- Don Giovanni – opera Wolfganga Amadea Mozarta z roku 1787, poprvé provedena v Praze

## Audiovizuální díla

### Film
- Don Juan (film, 1913), nizozemský němý film z roku 1913
- Don Juan (film, 1926), americký němý film z roku 1926
- Don Juan DeMarco, americká filmová komedie z roku 1995
- Don Juan (film, 1998), koprodukční španělsko-německo-francouzský film z roku 1998